# Pays du Velay

Le Pays du Velay est une structure de regroupement de collectivités locales françaises (Pays), située dans le département de la Haute-Loire et la région Auvergne.
Le Pays du Velay est un territoire de 114 communes, présentant une cohérence géographique, économique, culturelle et sociale. Ce n’est pas un échelon administratif supplémentaire, mais un espace pertinent pour l’organisation et la coordination de projets.
Le Pays a été créé en 2003 sous forme associative. Il est aujourd'hui organisé sous forme de Syndicat mixte.
La mission qui est confiée au Pays est de coordonner les démarches de développement sur ce territoire. Il est également porteur de programmes et procédures qui ne peuvent pas être menées à une échelle plus locale et qui répondent à ces enjeux forts pour le territoire.
Le Pays du Velay porte également la compétence Schéma de cohérence Territoriale (SCoT). Le SCoT est en cours d'élaboration depuis septembre 2013.
L’objectif général qui est visé à travers la mise en œuvre de ces moyens et à travers leur coordination forte avec les politiques départementale, régionale et des communautés de communes, est le développement du Pays du Velay.

## Situation
Le Pays du Velay couvre le centre du département de la Haute-Loire, il correspond à l'arrondissement du Puy-en-Velay.

## Description
- Date de reconnaissance : 2004
- Surface : 1942 km²
- Population : 95478 habitants (INSEE 2014)
- Densité : 49 habitants/km2
- Villes principales :  Le Puy-en-Velay

Marqué par son relief volcanique, ce territoire dispose d'une forte identité forgée autour du Puy-en-Velay,
centre de pèlerinage reconnu dès le haut Moyen Âge.
Doté d’une grande variété de paysages, le relief se confond en une succession de plateaux et de massifs
d'une altitude moyenne comprise entre 800 et 1 200 mètres qui en fait un des territoires les plus élevés
d'Auvergne. Cette position est renforcée par l'altitude de résidence des habitants. En moyenne, ils vivent
à près de 760 mètres d'altitude, 300 mètres plus haut que les autres habitants du Massif central ou des
massifs alpins. Les vallées de l’Allier et de la Loire (dernier fleuve sauvage d’Europe) complètent ce
paysage en formant des brèches qui sont autant de foyers de biodiversité.
Le Pays du Velay s'ouvre pleinement aux influences des aires urbaines de Lyon et Saint-Étienne, ainsi
qu'à celle de Clermont-Ferrand. L'achèvement du désenclavement favorise l'installation de nouveaux habitants et contribue à freiner le déclin démographique.

## Composition
Sont membres du Syndicat mixte du Pays du Velay :
- Communauté d'agglomération du Puy-en-Velay
- Communauté de communes Mézenc-Loire-Meygal
- Communauté de communes des Pays de Cayres et de Pradelles
- Conseil départemental de la Haute-Loire